# Danny Lyon

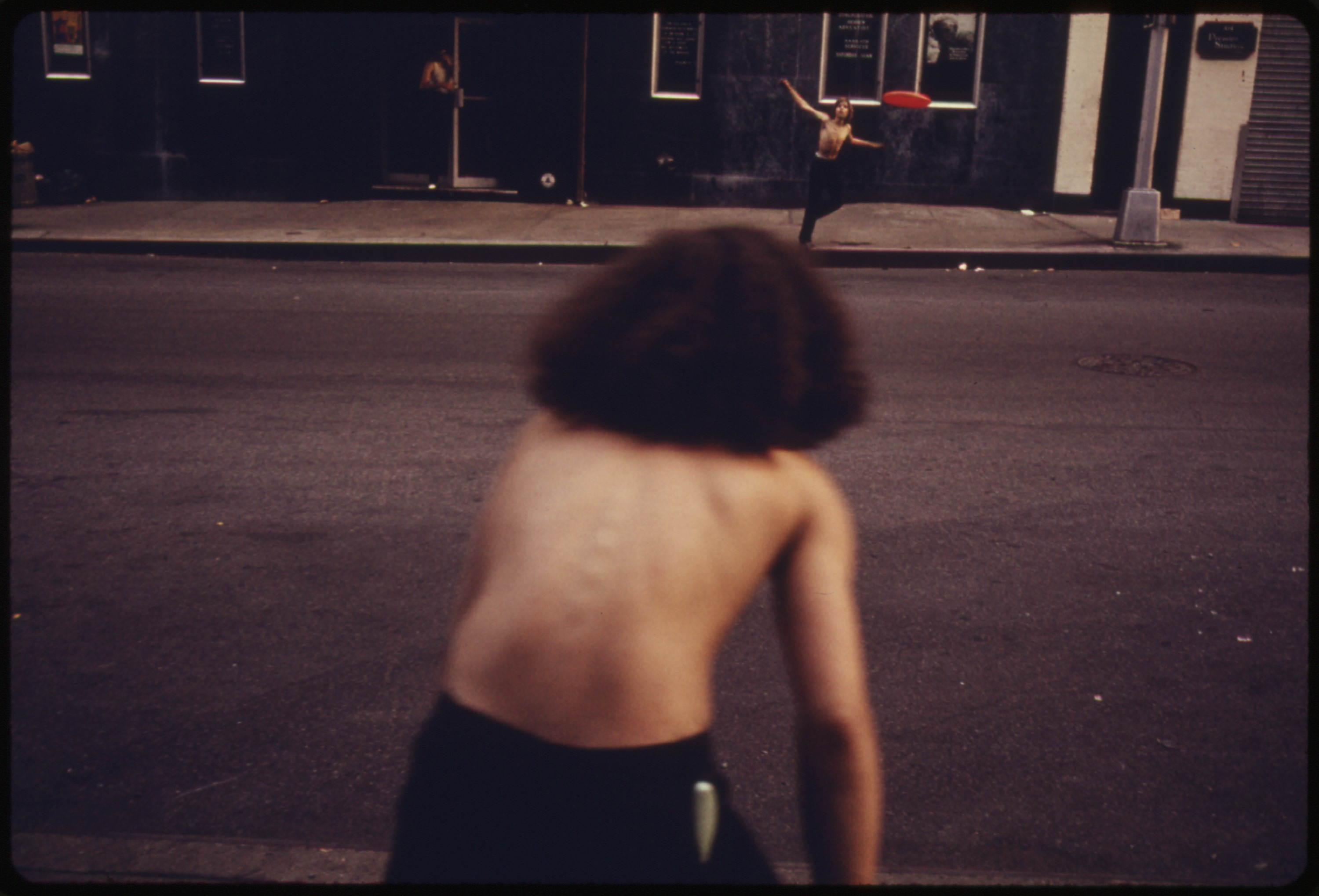
"Boys playing frisbee across West 46th Street in Manhattan, New York City"

Danny Lyon (Brooklyn, Nova York, 16 de març de 1942) és un fotògraf nord-americà considerat com un dels fotògrafs documentals més influents i originals del segle xx. Destaca per l'especial implicació que va demostrar amb les comunitats que va fotografiar als Estats Units. Totes les seves publicacions treballen en l'estil del New Journalism  (nou documentalisme), on el fotògraf s'immergeix a l'obra, és un participant més d'allò que es vol documentar. També es coneix aquest col·lectiu com a concerned photographers (fotògrafs compromesos).
El seu llibre més recent és “Memories of Myself” (2009), que reuneix els seus assaigs fotogràfics des de fa més de quatre dècades. El 2011 va rebre la Medalla d'Honor de Missouri per Serveis Distingits en Periodisme. És membre fundador del grup de fotografia Bleak Beauty. Les seves pel·lícules també formen part de col·leccions de molts museus tant dels Estats Units com d'Europa, i el seu arxiu fílmic es preserva a la George Eastman House de Rochester. A casa nostra s'han organitzat diverses exposicions que han mostrat els seus treballs. La més recent, a la Fundació Foto Colectania de Barcelona, el 2014.

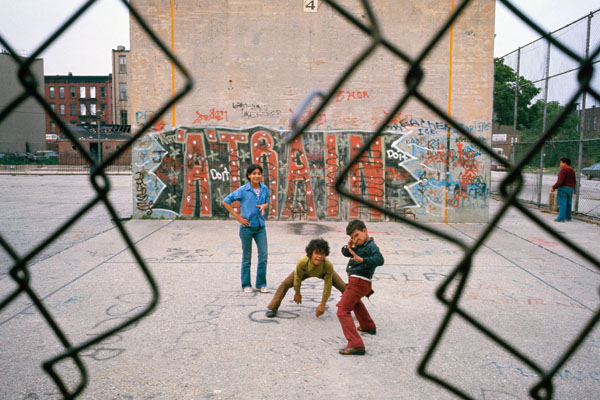
"Three boys and 'A Train' graffiti in Brooklyn's Lynch Park in New York City"

Lyon fill de mare russa-jueva, Rebecca Henkin, i de pare jueu-alemany, Ernst Fredrick Lyon. Va ser criat a Kew Gardens, Queens, i va estudiar història a la Universitat de Chicago, on es va graduar amb una llicenciatura en arts el 1963.
Aquest mateix any va publicar les seves primeres fotografies per al Student Nonviolent Coordinating Committee. Les seves fotos van aparèixer a “The Movement”, un llibre documental sobre el Southern Civil Rights Movement (Moviment dels Drets Civils del Sud).

"Two youths in Uptown, Chicago, Illinois"

La força que transmeten les fotografies de Lyon apareix ja a les seves primeres sèries, com la que va realitzar al barri d'Uptown de Chicago, que va donar nom a la sèrie "Uptown" (1965). A mitjans dels anys 60 Lyon va retratar a immigrants acabats d'arribar des de les Apalatxes i el sud d'Amèrica. El fotògraf explica que la seva intenció era donar visibilitat a aquelles persones que mai la tindrien si no fos per les seves imatges. En paraules del mateix autor, “congelar en el temps algun moment, algun gest, alguna cara, per a ser observada per sempre o per un breu temps per aquells que mai la veuran si no se les mostra. Les imatges no es fan per a molestar la consciència de la gent, però si per alterar-la. Les fotos no estan demanant ajut per aquestes persones, sinó alguna cosa molt més difícil; ser molt conscient de la seva existència, una existència tan real i important com la seva pròpia”. Més tard, Lyon va començar a crear els seus propis llibres. El seu primer, va ser un estudi de motociclistes fora de la llei en la col·lecció “The Bikeriders” (1968), on Lyon va fotografiar motards a l'Oest Mitjà nord-americà de 1963 a 1967. A més, també es va convertir en un membre del Chicago Outlaws Motorcycle Club i va viatjar amb ells, compartint el seu estil de vida. Segons el mateix Lyon, les fotografies eren "un intent de gravar i glorificar la vida del bikerider (motard) nord-americà". La sèrie va ser immensament popular i influent en els anys 1960 i 1970. Durant la dècada de 1970 també va contribuir al projecte DOCUMERICA de l'Environmental Protection Agency (Agència de Protecció Ambiental).
“The Destruction on Lower Manhattan” (1969) va ser el següent treball de Lyon, publicat per l'editorial Macmillan el 1969. El llibre documenta la demolició a gran escala que va tenir lloc a tot el baix Manhattan el 1967. S'inclouen fotografies de la demolició de carrers i edificis, retrats de les últimes restes del barri i fotos des de dins dels mateixos llocs de demolició. El llibre originalment es va vendre per un dòlar cada un, però aviat va aconseguir l'estatus de peça de col·leccionista. Es va tornar a reimprimir el 2005.
Entre el 1967 i el 1968 el Departament Correccional de Texas va donar permís a Lyon per fotografiar sense restriccions la vida dels presos a sis centres penitenciaris. El resultat és la sèrie “Conversation with the Dead” (1971), impresa per l'editorial Holt. La introducció del llibre, escrita també per Lyon, és una declaració d'intencions sobre el sistema penal de Texas, que es pot extrapolar a l'empresonament de persones a nivell global. Hi ha un esforç compartit per part del fotògraf i dels presos per descobrir la realitat diària del centre de reclusió.
Lyon es va fer amic de molts dels presoners. El llibre també inclou textos extrets dels registres de la presó, cartes dels condemnats i obres d'art dels reclusos. En particular, el llibre se centra en el cas de Billy McCune, un violador convicte la sentència de mort del qual va ser commutada per la de cadena perpètua arran de la popularitat del llibre.
Danny Lyon va rebre una beca de la Fundació Guggenheim per a la fotografia el 1969, i de cinema el 1979. Ha exposat al MoMA i al Museu Whitney d'Art Americà de Nova York, a l'Institut d'Art de Chicago, a la Col·lecció Menil, al MH de Young Memorial Museum a San Francisco i al Centre de Fotografia Creativa de la Universitat d'Arizona.